# Kasteel de Meeus
Het Kasteel de Meeus is een kasteel in de tot de Vlaams-Brabantse gemeente Overijse behorende plaats Jezus-Eik, gelegen aan de Welriekendedreef 1.

## Geschiedenis
Dit domein behoorde tot begin 19e eeuw tot het Zoniënwoud en delen aan de zuidrand werden toen verkocht door de Generale Maatschappij van België die deze in bezit had. Zo verwierf bankier Abraham Mathieu hier gronden en hij liet er in 1838 een zomerverblijf bouwen dat in 1841 voltooid was en als kasteel te boek stond. Omstreeks 1900 was het eigendom van De Meeus-De Grinprez.

## Gebouw
Het betreft een neoclassicistisch bouwwerk, omgeven door een park.